# 의민태자
의민태자 이은(懿愍太子 李垠, 1897년 10월 20일(음력 9월 25일) ~ 1970년 5월 1일)은 대한제국의 황족, 일본제국의 정치인, 한반도의 군주(재위 : 1926 ~ 1945)이다.
휘는 은(垠), 아명은 유길(酉吉), 자는 광천(光天), 아호는 명휘(明暉), 명신재(明新齋)이며, 본관은 전주이다. 사후에 전주이씨대동종약원에서 문인무장지효명휘의민황태자(文仁武莊至孝明暉懿愍皇太子)라는 시호를 올렸으나 정식 시호가 아닌 사시이다. 황태자로 책봉되기 이전의 작호인 영친왕(英親王)으로도 많이 알려져 있다.
대한제국의 초대 황제 광무제의 일곱째 아들이며, 어머니는 순헌황귀비 엄씨이다. 순종과 의친왕, 덕혜옹주와는 이복 형제이다. 1897년에 경운궁 숙옹재에서 태어나 의친왕을 제치고 병약하여 아들이 없었던 순종의 황태자로 책봉되었다. 1907년에 이토 히로부미에 의하여 강제로 일본 유학을 떠났다. 1910년에 한일 병합으로 대한제국 황제가 이왕으로 격하되면서 이왕세자로 격하되었으며, 1920년에 일본 황족 나시모토노미야 마사코 내친왕과 정략혼인을 하였다. 1926년에 순종이 승하하자 왕위를 계승하여 제2대 창덕궁 이왕이 되었다. 육군사관학교와 육군대학교를 졸업하였고, 제국 육군에 입대하여 계급이 중장에 이르렀다. 1963년에서야 혼수상태인 채 대한민국에 영구 귀국하여 병상에서 생활하다가 1970년에 창덕궁 낙선재에서 사망하였다. 유해는 경기도 남양주시 금곡동의 홍유릉에 안장되었으며, 원호는 영원이다.
이은이 대한제국의 황태자였음에도 불구하고 일제에 의해 강제로 일본 제국 육군에 복무하였고, 일본 황족과 결혼하였다. 2009년에 《친일인명사전》을 발간한 민족문제연구소는 사실상 볼모의 처지였다는 사실을 감안하여 인명사전 명단에서 제외하였다.

## 생애

### 출생과 황태자 책봉
1897년 10월 20일(음력 9월 25일) 해시(亥時, 저녁 21:00~23:00 사이)에 한성부 정동의 경운궁 숙옹재에서 대한제국 황제 고종의 아들로 태어났다. 그가 태어났을 때는 아직 국호가 조선이었고 바로 대한제국으로 개칭되었다. 처음 이름은 유길(酉吉)이라 지었다.
1900년 8월 8일 의정부 의정서리 탁지부대신 조병식이 친왕봉호망단자(親王封號望單子)를 광무제에게 올렸고, 궁내부대신 서리협판 윤정구는 황자의 정명단자(定名單子)를 상주하여 은(垠)으로 이름이 정해졌다. 8월 17일에 경운궁 중화전에서 이은을 영친왕(英親王)으로 책봉하며 금책과 금인, 칠장복을 하사하였다. 한편 생모 궁인 엄씨는 이은의 출생 이후 1897년 10월 22일에 귀인, 1900년 8월 3일에 순빈(淳嬪) 1901년 10월 14일에 순비(淳妃), 1903년 12월 25일에 황귀비로 책봉되었다.
1902년에 대한천일은행(지금의 우리은행) 제2대 은행장으로 이은이 임명되었고, 이를 보좌하기 위한 부장에 내장원경 이용익이 임명되었다. 당시 대한제국 황실에서 영친왕 명의로 16주를 인수하고, 8,000원을 자본금으로 납입함에 따라 총회에서 대주주인 영친왕이 은행장으로 추대되었다. 이은을 은행장으로 세운 것은 은행의 창립 초기에 기반을 확실히 다지기 위함이었다. 대한천일은행은 한성의 유력 상인들이 주도하고, 고종이 내탕금 3만원을 지원하면서 설립되었다. 이은의 은행장 취임과 더불어 주주와 자본금이 크케 늘어나 1901년에 주주가 24명에서 1905년에 51명으로 증가하였고, 자본금 56,000원도 모두 채울 수 있었다.
1906년 12월 7일부터 황족과 귀족 자제를 교육하기 위해 설치된 근대식 교육기관 수학원에서 강학을 받기 시작하였으며, 1907년 3월 11일에 경운궁 중화전에서 관례가 행해졌다. 같은 해 8월 7일에 태황제 고종의 조서에 따라 순종의 황태자로 황실 승계 1위 의친왕을 제치고 영친왕 이은이 결정되었고, 8월 16에 대한제국 육군 보병 참위에 임명되었으며, 9월 7일에 황태자에 책봉되었다. 이는 자신의 왕위를 계속 위협했던 이준용과 의친왕 이강을 견제하려는 고종의 의도와 이준용파와 항일 성향이 강한 의친왕파가 득세하면 자신의 실권이 잠식될 것을 우려한 이완용의 정략이 맞아떨어진 결과였다. 이로써 장기간 해외 망명생활 중에 끊임없이 잠재적 왕위계승자로서 대우와 주목과 견제를 받아왔던 이준용은 황태자의 종형, 의친왕은 황제의 동생, 황태자의 형이라는 지위로 격하되었다.
1907년 10월 16일에 일본 황태자 요시히토가 방한하자 순종과 함께 이은은 인천항에 갔으며, 요시히토와 동반하여 한성으로 돌아왔다. 요시히토가 한성에 머무르는 동안 매일 숙소를 방문하였으며, 요시히토와 함께 창덕궁과 경복궁을 관람하였다. 10월 20일에 요시히토가 귀국하자 순종과 함께 인천항에 나아가 송별하였다.

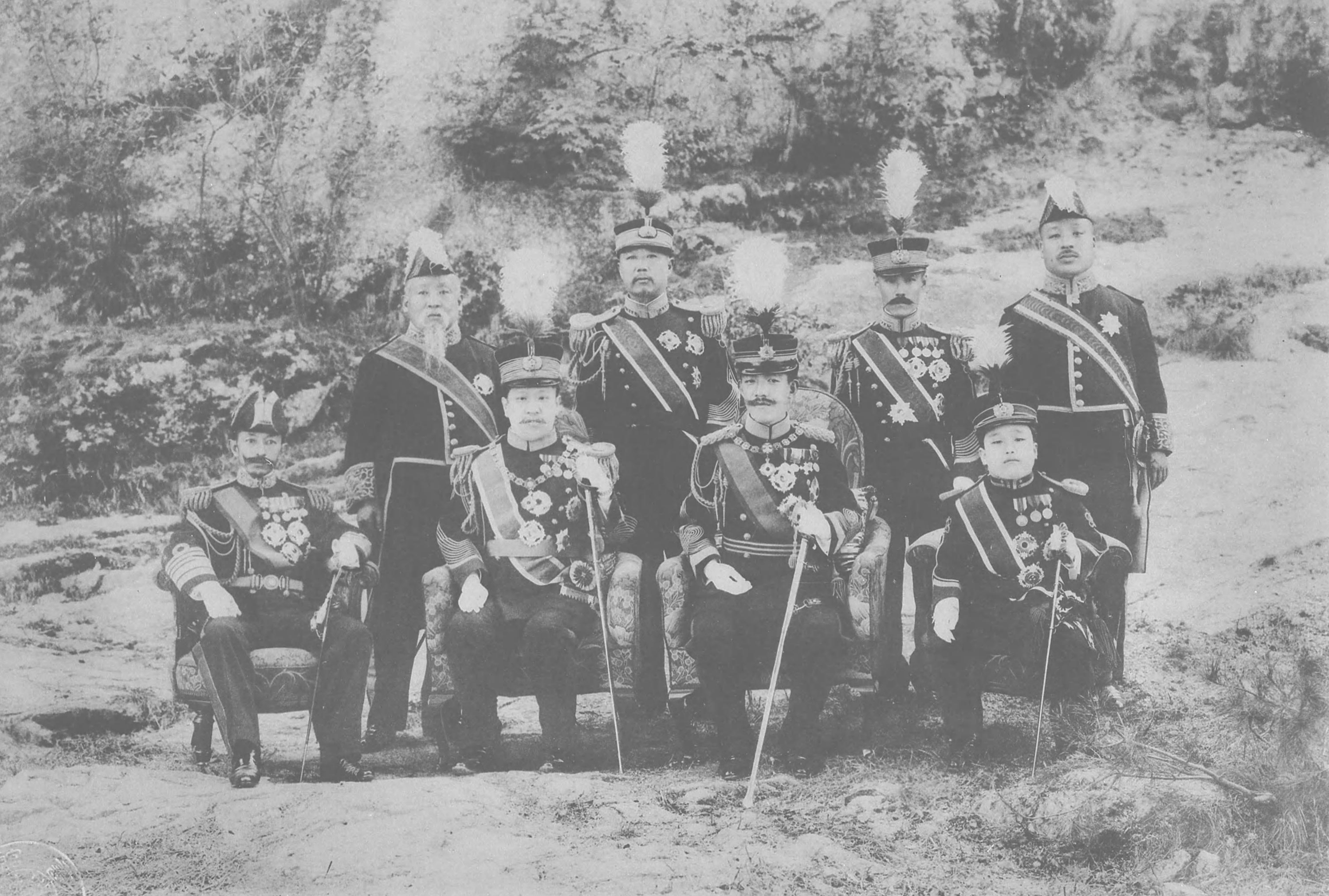
대한제국 황실과 요시히토
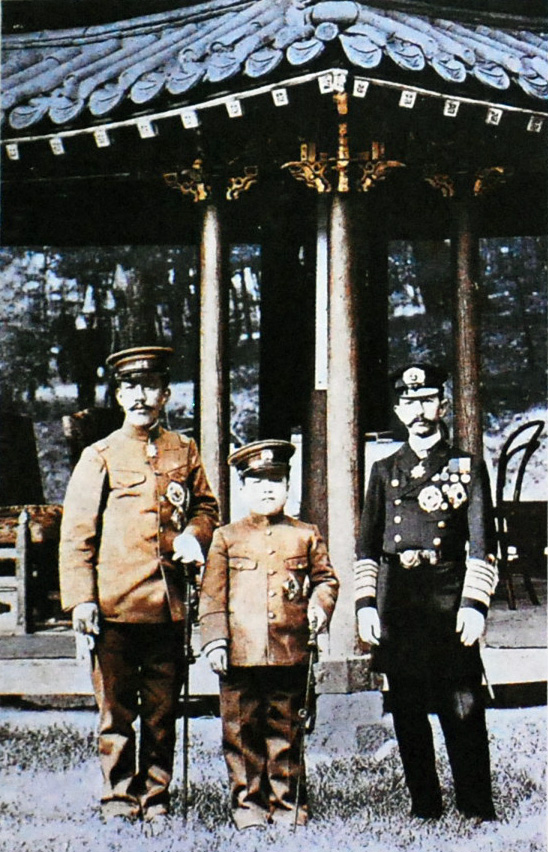
이은과 요시히토
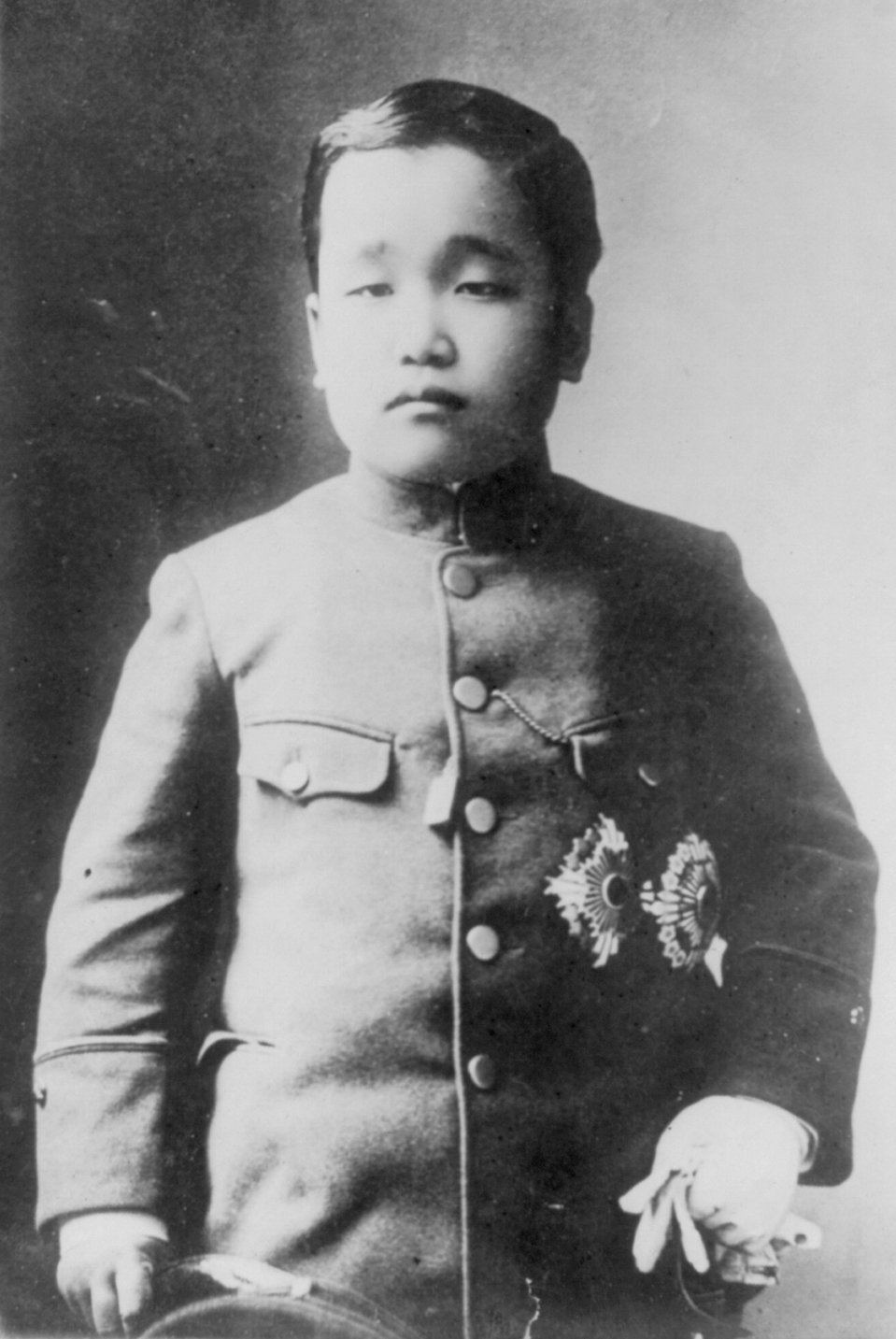
이은 (1907년경)

### 일본 유학과 입대
1907년 11월 13일에 순종과 함께 창덕궁으로 거처를 옮겼다. 같은 해 11월 19일에 황태자 이은의 일본 유학이 결정되었고, 통감 이토 히로부미를 태자태사, 총리대신 이완용을 태자소사에 임명하여 황태자의 교육을 담당하게 하였다. 황현의 《매천야록》에 따르면 이토 히로부미가 이은이 영민하니 일찍 신학문을 배워야 하며, 일본 황태자의 방한에 대한 답례로 일본으로 가야한다고 고종에게 강력히 요구하였다.
이은의 일본 유학에 경학원 학생 조대호와 서병갑(徐丙甲), 엄주명이 동행하였다. 엄주명은 황귀비 엄씨의 조카이자 이은과 나이도 동갑인 절친한 사이여서 이은이 엄주명의 동행을 간청했고, 황귀비 엄씨의 뜻이 반영되어 엄주명의 동행은 급작스럽게 이루어졌다. 1907년 12월 5일에 한성을 출발하여 12월 15일에 일본 도쿄 신바시(新橋) 정거장에 도착하였다. 시바 이궁에서 머물다가 1908년 2월 9일에 아자부 도리이자카(麻布鳥居坂)의 저택으로 거처를 옮겼으며, 저택 내에 어학문소가 설치되어 개인 교습을 받았다. 같은 해 8월에 일본 긴키 지방을 여행하였다. 1909년 7월 27일에 메이지 천황은 이토 히로부미를 황태자의 유학을 담당하는 보육총재로 임명하였다. 같은 해 8월에 일본 도호쿠 지방을 여행하였으며, 9월 8일에 대한제국 육군 보병 부위에 임명되었다. 1909년 10월 26일에 이토 히로부미가 안중근에 피격당하여 사망하자 메이지 천황은 같은 해 11월 17일에 이와쿠라 도모사다를 보육총재로 임명하였다. 1910년 5월에 나고야에 가서 공진회를 관람하였고, 같은 해 7월에는 일본 산인도와 산요도 지방을 여행하였다.
1910년에 한일 병합 조약이 체결되어 8월 29일에 공포된 메이지 천황의 조서에 따라 순종은 황제에서 왕으로 격하되었으며, 이은도 황태자에서 왕세자가 되어 일본 황족에 준하는 예우를 받게 되었다. 1911년 1월 9일에 학습원 중등과 1학년에 입학하였다. 같은 해 7월 20일에 황귀비 엄씨가 사망하자 7월 23일에 일본에서 귀국하여 장례에 참석한 후 8월 5일에 일본으로 돌아갔다. 그 해 8월 26일에 일본 육군중앙유년학교의 시험을 치르고, 9월 1일에 예과 2학년으로 편입하여 1913년 7월 10일에 예과를 졸업하였고, 1915년 5월 28일에 본과를 7등으로 졸업하였다. 1915년 6월 1일부터 사관후보생으로 근위 보병 제2연대 제9중대에서 복무하였고, 같은 해 11월 28일에 일본 육군사관학교에 제29기생으로 입학하였다. 1917년 5월 25일에 육군사관학교를 졸업하고, 견습사관으로 근위 보병 제2연대 제12중대에 소속되어 근무하였다. 6개월의 견습 기간을 마치고, 같은 해 12월 25일에 일본 제국 육군 소위로 임관하였다. 1918년 1월 13일에 귀국하였다가 1월 26일에 일본으로 돌아갔다.

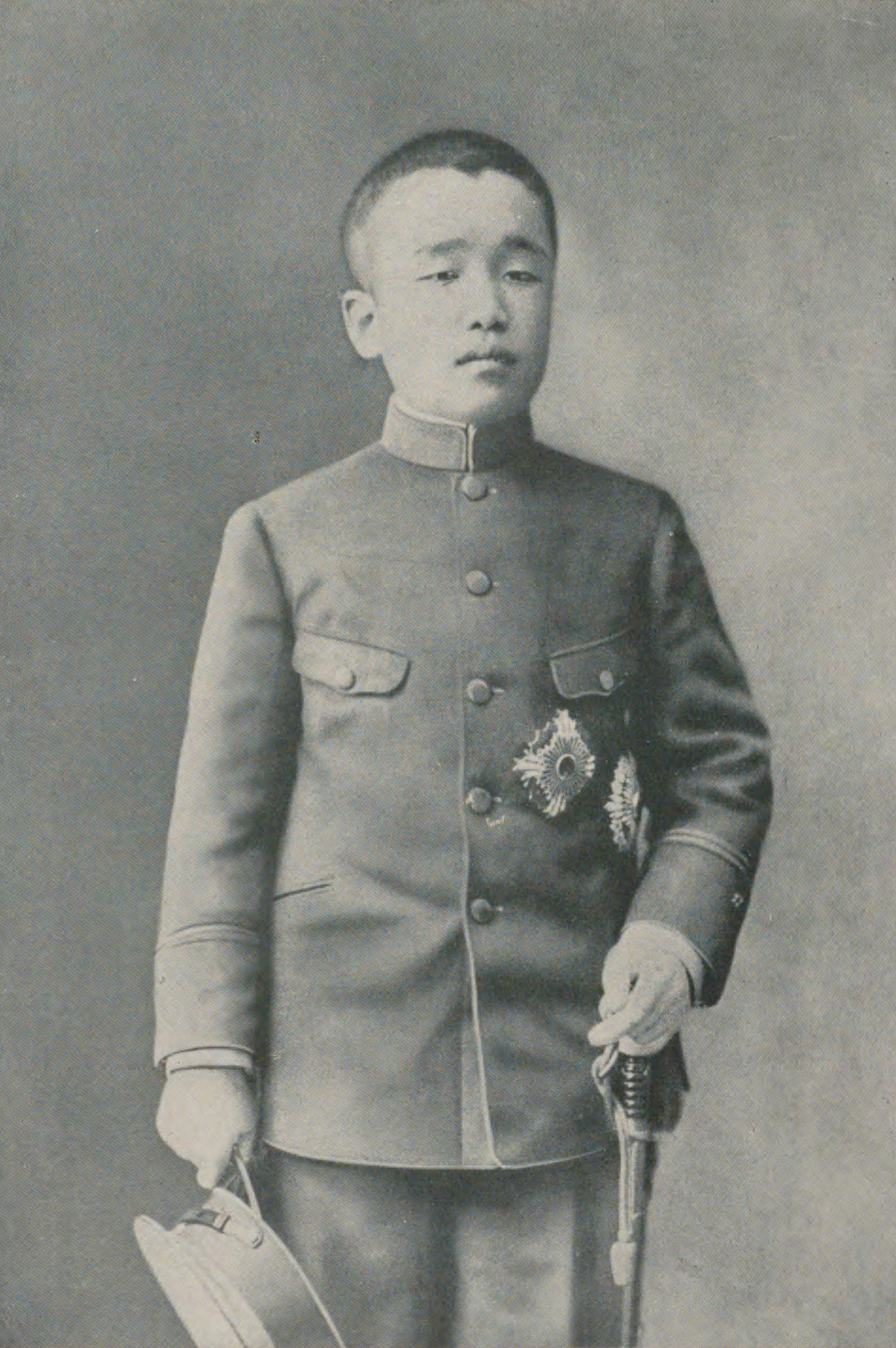
이은
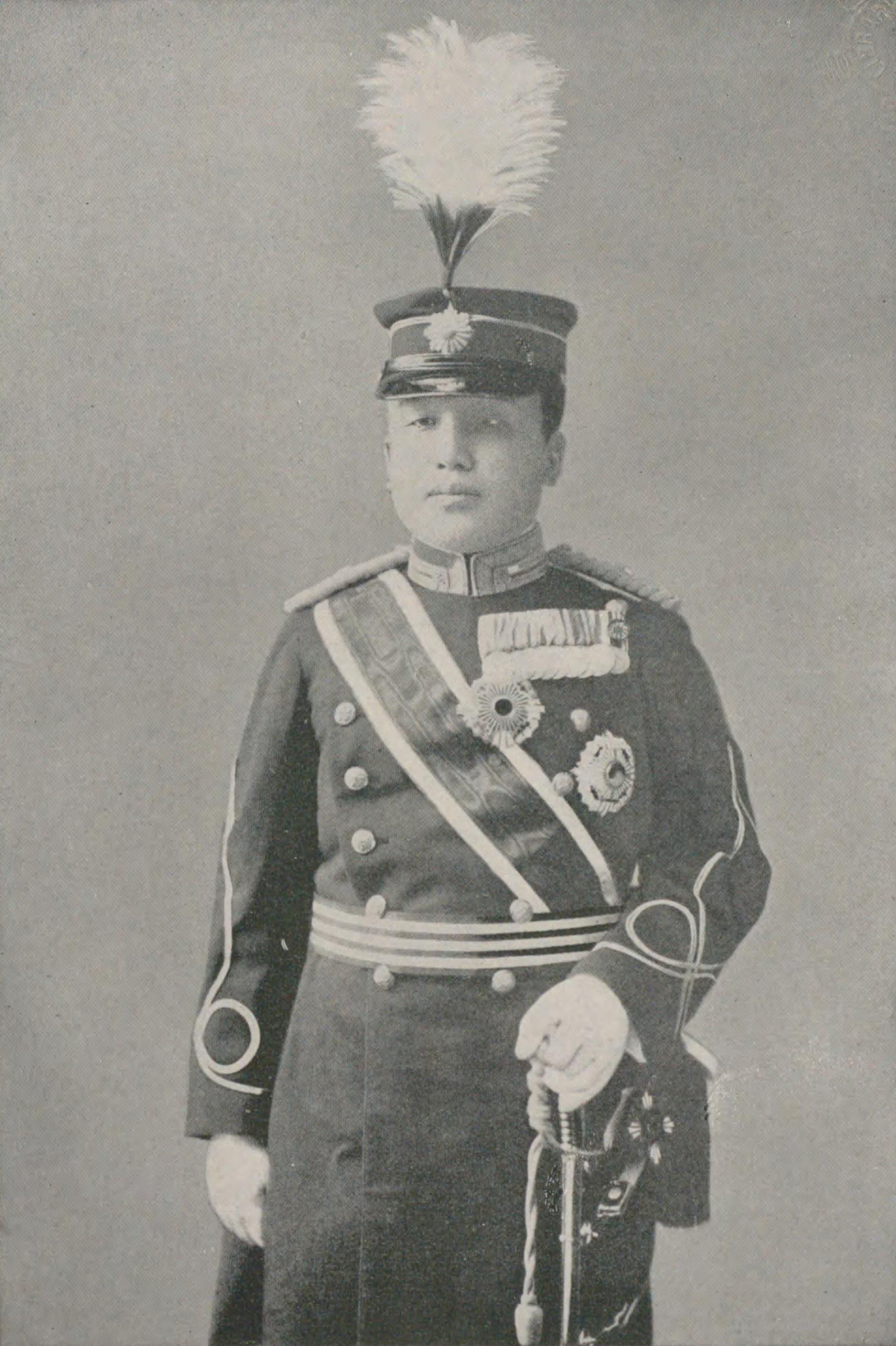
이은 (1918년)
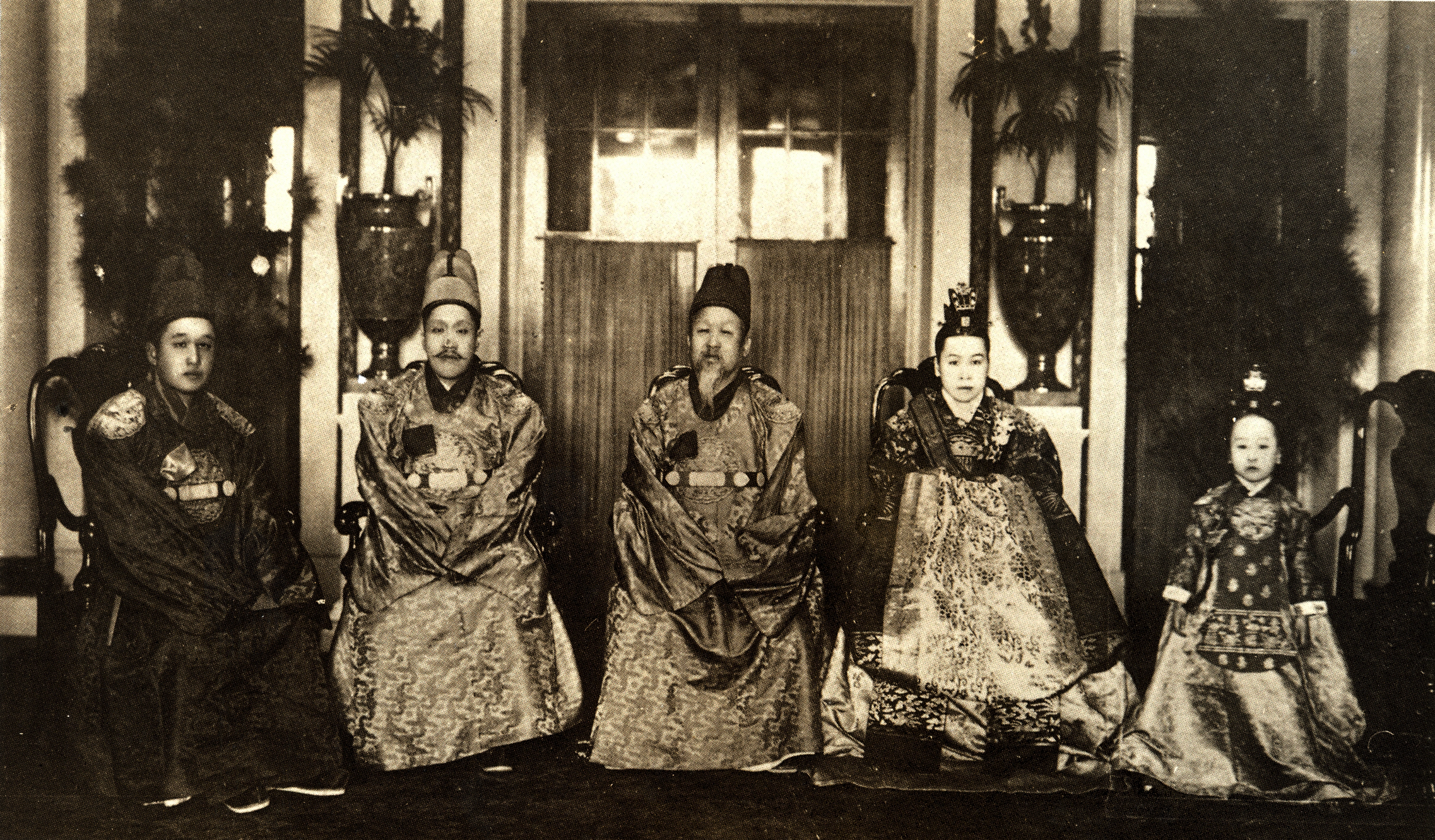
덕수궁 석조전에서 (1918년)

### 결혼

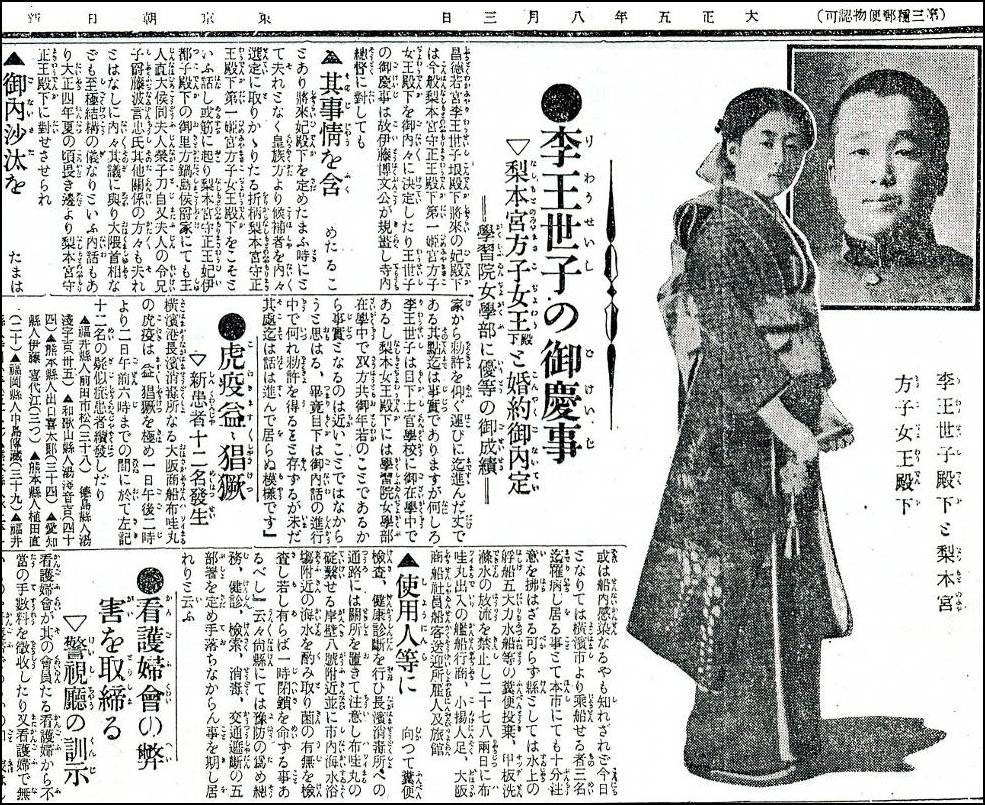
이은과 마사코의 혼약을 알리는 도쿄 아사히 신문 (1916년)

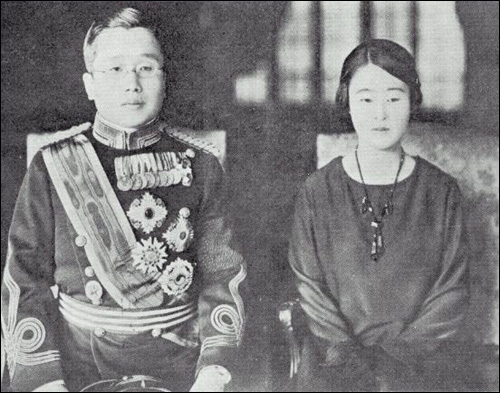
일본 육군대학을 졸업할 무렵의 이은과 마사코 (1923년)

1907년 3월 12일에 영친왕부인에 대한 초간택이 이루어져 재간택 대상자로 7인이 뽑혔으며, 민영규의 손녀가 수망(首望)으로 뽑혔다. 재간택자 명단에는 없었지만 여흥 민씨 일문의 위상을 고려하여 민영돈의 딸 민갑완이 황태자비로 선발되었다. 이은이 일본 유학을 떠난 이후 약혼반지를 전달 받았으나 결국 파혼을 당하고 상하이로 망명을 떠나 평생 수절하였다.
1916년 8월 3일에 조선과 일본의 각 신문에 이은과 일본 황족 나시모토노미야 마사코(梨本宮方子)의 약혼 기사가 실렸다. 이 결혼은 한일 병합 이전부터 이토 히로부미에 의하여 계획되어 이완용과 합의까지 된 사항이었고, 병합 이후 조선 총독 데라우치 마사타케와 궁내대신 하타노 요시나오의 협의에 의해 결정된 것이 언론에 발표된 것이다.
당시 일본 황실의 제도와 구성에 대해 정하는 법률인 《황실전범》(皇室典範)의 제39조에 의하면 “황족의 결혼은 동족 또는 칙지에 따라 특별히 인정된 화족에 의한다.”고 규정되어 있어 일본 황족과 조선 왕족의 결혼은 불가능하였고, 이은과 마사코의 결혼을 성사시키기 위해서 《황실전범》의 개정이 필요하였다. 결국 1918년 11월 28일에 “황족 여자는 왕족 또는 공족에게 시집갈 수 있다.”는 《황실전범증보》(皇室典範增補)가 제정되었다.
1918년 12월 5일에 혼인을 인정하는 다이쇼 천황의 칙허가 발표되었다. 같은 해 12월 8일에 약혼을 의미하는 납채의식이 행해졌고, 12월 11일에는 이은의 저택에서 약혼자와의 첫 대면이 있었다. 결혼식은 1919년 1월 25일로 예정되어 있었지만 1월 21일에 고종이 승하하자 연기되었다. 고종의 장례에 참석하기 위하여 이은은 1919년 1월 24일에 귀국하였다가 3월 10일에 일본으로 돌아갔다. 1920년 4월 27일에 중위로 진급하였고, 4월 28일에 도쿄 이은의 저택에서 결혼식이 거행되었다. 결혼식 당일에 마사코가 타고 있던 마차로 유학생 서상일(徐相日)이 사제폭탄을 던졌으나 터지지 않았고, 조선 총독 사이토 마코토는 이은의 결혼을 ‘내선일체’(內鮮一體)의 표본으로 선전하는 포고문을 발표하였다. 중국 상하이에서 발행되던 《독립신문》은 이은을 원수의 여자와 결혼한 금수(禽獸)이며 적자(賊子)라고 비난하였다.
1920년 12월 9일에 일본 육군대학교에 제35기생으로 입학하였다. 고종의 제사를 지내기 위하여 1921년 1월 26일에 귀국하였다가 1월 29일에 일본으로 돌아갔다. 같은 해 8월 18일에 장남 이진(李晉)이 태어났다. 1922년 4월 26일에 이은과 마사코는 장남과 함께 귀국하였는데 일본으로 돌아가기 전날인 5월 7일에 이진이 발병하여 5월 11일에 덕수궁 석조전에서 돌연 사망하였다. 5월 17일에 이진의 유해를 순헌황귀비 엄씨의 묘인 영휘원(永徽園) 옆에 장사지내고, 원호는 숭인원(崇仁園)으로 정하였으며, 이은과 마사코는 5월 18일에 일본으로 돌아갔다. 그 후 마사코는 1923년과 1930년에 임신을 하지만 유산하였고, 1931년 12월 29일에 차남 이구(李玖)를 낳았다.

### 이왕가 계승과 즉위

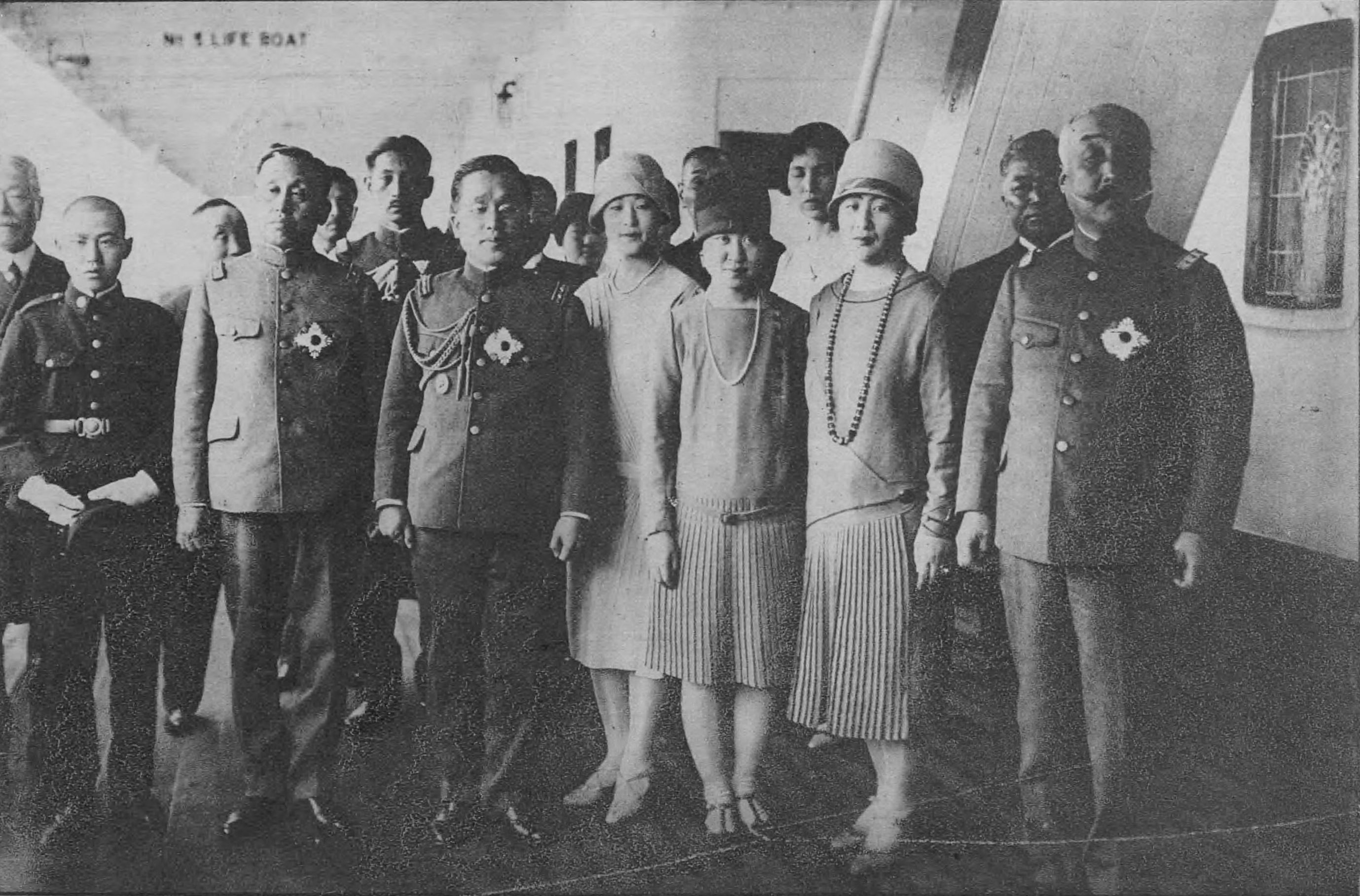
고베항에 이은 부부를 마중 나온 왕실 가족들 (1928년 4월 9일)

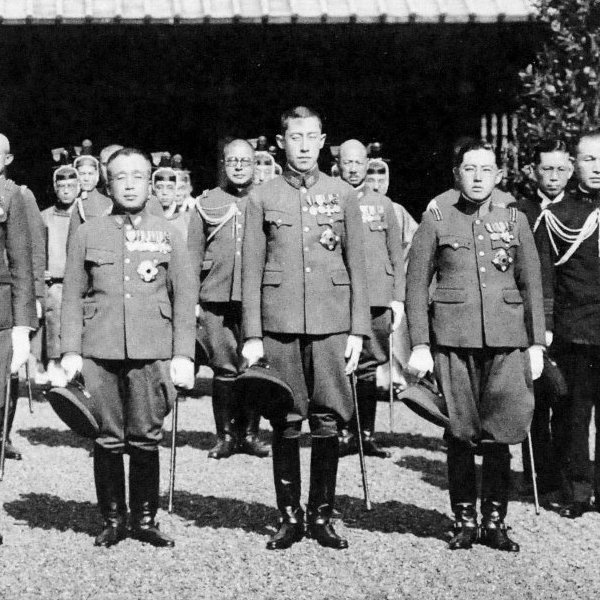
이은과 이건, 이우 (1938년)

1923년 7월 6일에 대위로 진급하였으며, 같은 해 11월 29일에 육군대학교를 졸업하고, 근위 보병 제2연대 제1중대장으로 임명되었다. 같은 해 12월 30일에 종묘에 졸업 보고를 하고 순종에게 신년 하례를 하기 위해서 이은과 마사코는 귀국하였다가 1924년 1월 4일에 일본으로 돌아갔다. 같은 해 12월 20일에 참모본부 소속으로 전보되었다.
순종의 병세가 악화되었다는 소식을 듣고 이은과 마사코는 덕혜옹주와 함께 1926년 3월 3일에 귀국하여 순종을 문안하였으며, 3월 11일에 일본으로 귀국하였다. 순종의 병세가 다시 악화되었다는 연락을 받아 4월 8일에 이은과 마사코는 덕혜옹주와 함께 재차 귀국하였다. 결국 4월 25일에 순종이 창덕궁 대조전에서 승하하였고, 4월 26일에 왕세자 이은을 ‘창덕궁 이왕 은 전하’로 칭한다는 다이쇼 천황의 칙령에 따라 왕위를 계승하였다. 6월 3일에 이은이 조선군사령부에서 겸무하도록 하였다. 순종의 장례가 끝난 후 6월 26일에 이은과 마사코는 일본으로 돌아갔다. 1927년 4월 10일에 순종의 제사를 위하여 이은과 마사코는 덕혜옹주와 함께 귀국하였다가 남부 지방을 시찰하고 4월 23일에 일본으로 돌아갔다.
1927년 5월 24일에 이은과 마사코는 요코하마 항에서 하코네마루(箱根丸)에 승선하여 유럽 여행을 떠났다. 일본 정부는 국제적으로 조선에 아직도 독립된 왕실이 있다는 인상을 주는 것을 우려하여 이은 부부를 백작 부부로 위장하도록 하였다. 대한민국 임시정부는 이은이 중국 상하이에 들르는 것을 기회로 삼아 납치할 계획을 세우지만 사전에 발각되어 실패하였다. 홍콩, 싱가포르, 말레이시아를 거쳐 인도양을 건너 이집트에 들린 다음 7월 4일에 프랑스 마르세유에 도착하였다. 프랑스 대통령 가스통 두메르그, 영국의 조지 5세, 네덜란드의 빌헬미나 여왕, 교황 비오 11세, 이탈리아의 베니토 무솔리니, 스웨덴 왕세자 구스타프 아돌프, 독일 대통령 파울 폰 힌덴부르크 등을 차례로 예방하였다. 1928년 3월 3일에 모나코에서 배를 타고, 4월 9일에 일본 고베 항에 도착하였다.
1928년 2월에 이은의 도쿄 저택을 신축하는 공사가 시작되었고, 1930년 3월부터 새 저택에서 거주하였다. 1911년에 메이지 천황이 이은에게 선물한 아자부 도리이자카의 저택을 궁내성에 반환하는 대신에 궁내성에서 아카사카(赤坂)의 기타시라카와(北白川) 궁 자리에 건물을 신축하여 증여한 것이다. 궁내성 내장료 과장 기타무라 고죠(北村耕造)와 기사 곤도 요키치(權藤要吉)가 설계하였고, 시미즈쿠미(淸水組)가 시공하였다.

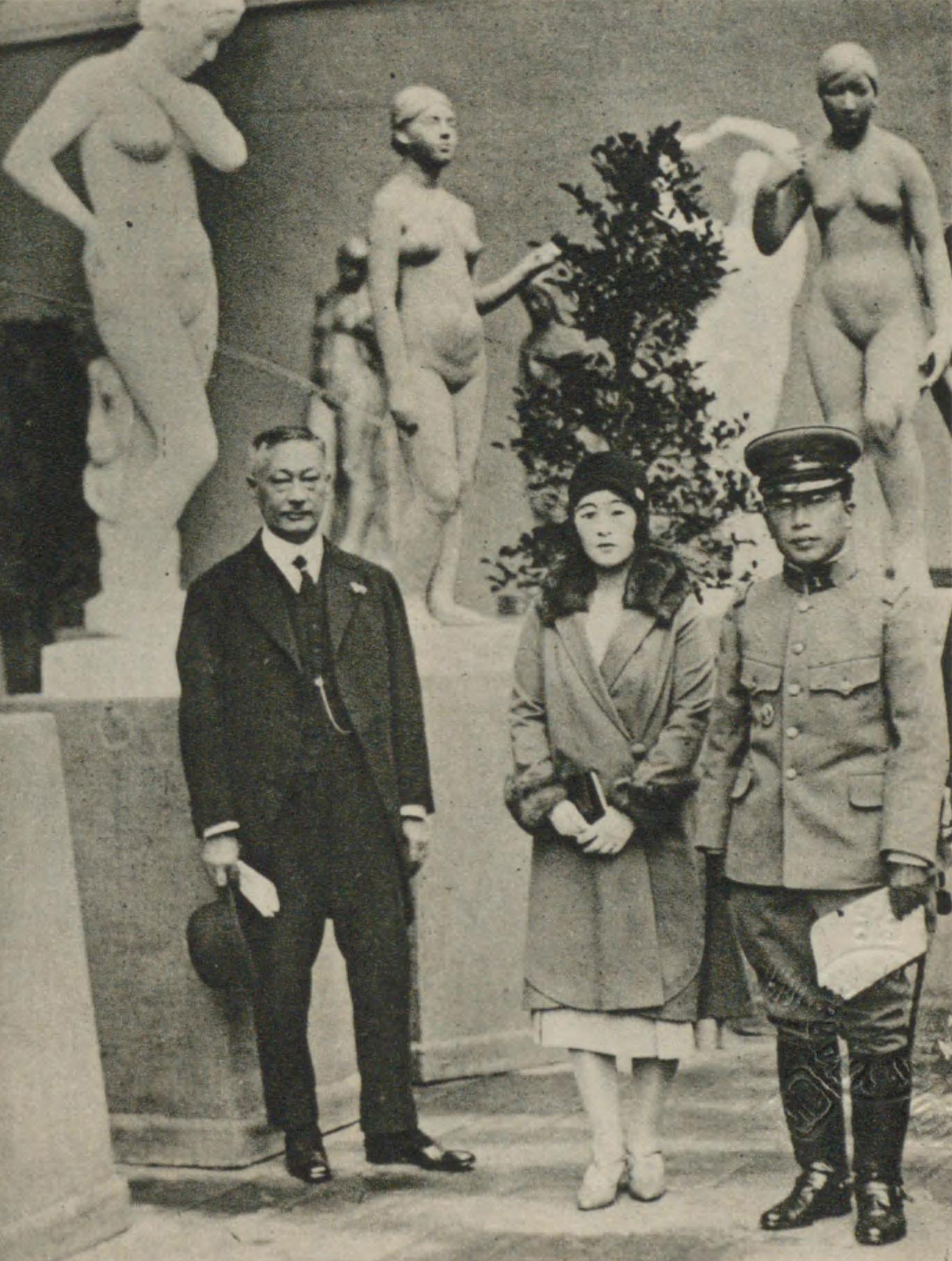
제국미술원전람회 조각진열장을 둘러보는 이은과 마사코 (1933)

참모본부 부원 겸 조선군사령부 소속으로 있다가 1928년 8월 11일에 소좌로 진급하여 근위 보병 제2연대 대대장으로 임명되었다. 1929년 8월에 제1사단 관할 보병 제1연대 소속으로 전보되었으며, 1930년 12월 22일에 교육총감부로 전임되었다. 1932년 6월 24일에 중좌로 진급하였고, 1933년 4월에 교육총감부 과원으로 보임되었으며, 1935년 7월 22일에 대좌로 진급되면서 우츠노미야(宇都宮) 보병 제59연대 연대장에 임명되었다. 1936년에 육군의 황도파 청년 장교들이 반란을 일으킨 2·26 사건이 발생하자 이은은 진압 명령을 받아 제59연대 병력을 이끌고 도쿄로 갔다가 반란 부대가 해산하면서 원대로 복귀하였다. 1937년 3월에 육군사관학교 교관으로 임명되었고, 같은 해 8월에 육군사관학교 예과 교수부장에 임명되었다. 1938년 2월에 북지나방면군사령부 소속으로 전임되었고, 같은 해 7월 15일에 육군 소장으로 진급하였다. 1939년 8월에 근위 보병 제2여단장에 임명되었다가 1940년 8월에 오사카 제4사단장에 임명되었으며, 같은 해 12월 2일에 육군 중장으로 진급되었다. 1941년 7월에 제51사단장에 임명되었고, 같은 해 11월 6일에 교육총감부 소속으로 전임되었다. 1942년 8월 1일에 제1항공군사령부에 소속되어 1943년 7월 20일에 제1항공군사령관으로 임명되었다가 1945년 4월 1일에 군사참의관으로 전임되었다.
이은은 1937년에 중일 전쟁이 발발한 이후부터 조선의 문화재 보존의 필요성을 느끼고, 조카 이우 등을 통하여 민요와 창극이 수록된 레코드판, 문화재와 민속품을 구해오도록 부탁하였다. 1938년에 귀국하였을 때에는 화신백화점을 직접 방문하여 문화재를 구매하기도 하였다. 이은은 일본 근대 서양화 작품들도 일본제국미술원장 마사키 나오히코와 도쿄미술학교장 와다 에이사쿠의 추천을 받아 수집하였다. 나오히코의 일기 《십삼송당일기》(十三松堂日記)에 따르면 이은은 작품이 마음에 들지 않으면 수집을 거부한 적도 많았다고 한다. 이 수집품들은 1930년대 일본 근대 서양화 작품에서도 최고 수준인 것으로 평가되고 있으며, 이왕가 미술관을 거쳐 현재 대한민국 국립중앙박물관에 소장되어 있다.

### 광복과 신적강하

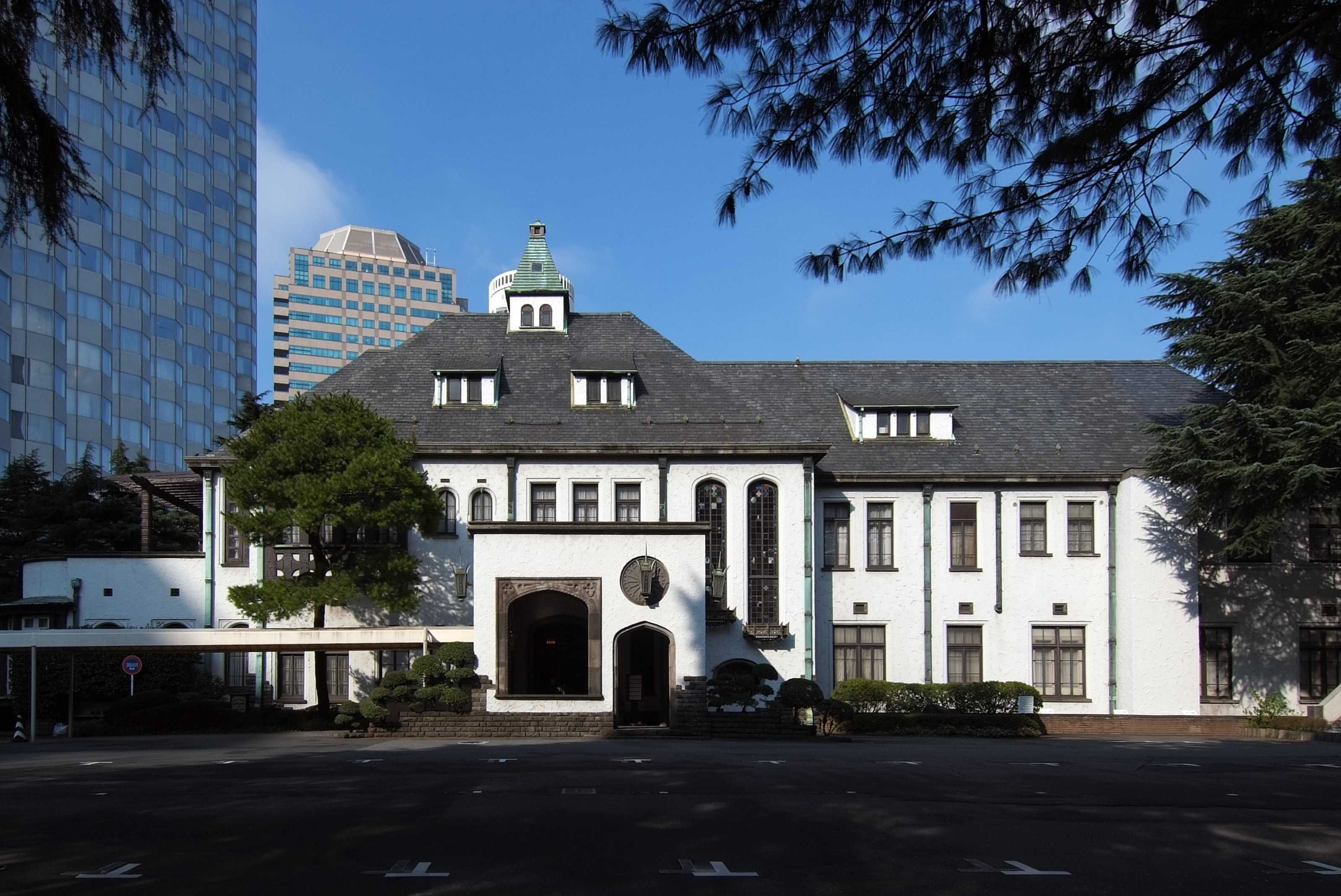
도쿄 아카사카 이은 저택 (현 아카사카 프린스 크라시크 하우스)

1945년 8월 12일에 이은은 도쿄 고쿄에서 열린 일본 황족들의 긴급회의에 참석하여 쇼와 천황으로부터 무조건 항복의 뜻을 전해들었으며, 8월 15일에 도쿄에서 광복을 맞았다. 종전 이후 연합군 최고사령부(GHQ)에 의하여 황족들은 면세특권을 박탈당하였고, 거액의 재산세와 인플레이션으로 인하여 이은은 경제적으로 곤란한 처지에 처하였다. 도쿄 저택을 참의원 의장 공관으로 대여하였으며, 별장도 매각하는 등 가산을 처분하였다. 일제 패망 이후 호적 소재지를 기준으로 한국인과 일본인이 나뉘게 되었다. 따라서 한국인 남성과 결혼한 일본인은 한국인이 되고, 일본인 남성과 결혼한 조선인은 일본 국적이 되었다. 이은과 마사코는 연합군 최고사령부에 재일한국인으로 등록하였지만 이승만 정권이 호적이 없다는 이유로 대한민국 국적을 인정하지 않아 무국적 생활을 하게 되었다. 당시에 황실 후손들은 일반 호적과 별도의 호적을 가지고 있었는데 대한민국 정부에서 황실 호적을 인정하지 않은 것이다. 1947년 10월 18일에 신적강하를 당하여 평민이 되었다. 황족의 복식에 대해 논의하는 황족회의에 참석했던 영친왕은 궁내청 관리가 ‘죄송하지만, 황족이 아닌 분은 나가달라’고 말하자 얼굴이 하얗게 질려 비틀거렸다. 이 무렵 이은은 자택 근처 고급 요정에서 술상을 차려놓은 채 자신의 처지를 한탄하며 게이샤를 모델로 누드를 그리는 것에 심취하였다. 이방자는 남편이 누드화를 그린다는 사실에 대하여 품위를 손상시키는 일로 여겼다. 현재까지 공개된 이은의 누드화는 3점이다.
해방 이후 그는 일본 유학, 일본군 장군이었던 점을 두고 친일파로 몰려 지탄받았다. 부인 이방자는 일부 사람들이 그를 친일파로 지목하고 미군정에 진정했다고 주장했다.
이방자에 의하면, "해방이 되자 일부 사람들이 왕위 계승권 문제를 들고 나왔다 한다. 이제는 군주가 직접 정치를 하거나 한국의 왕실이 다시 복권되는 것도 아닌데, 영왕은 평생을 일본에서 지냈고 일본 황족의 딸과 결혼한 친일파이므로 구 황실 계승권은 마땅히 의친왕이 물려받아야 한다는 진정서를 미 군정장관 윌리엄 F. 딘 소장 앞으로 보낸 사람들이 있었다."고 한다. 이은은 "필시 아무것도 모르는 형님을 이용해서 황실 재산을 먹어보려는 협잡배의 책동일 것"이라고 답했다.

### 대한민국 정부 수립 이후
1948년 8월에 대한민국 정부가 수립되자 이은은 주일 대한민국 대표부를 통해서 여러 차례 귀국 의사를 타진하지만 대한민국 정부는 뚜렷한 반응을 보이지 않았다. 오히려 이은의 개인 재산인 도쿄 저택을 국유재산이니 주일 대표부 건물로 사용하겠다며 내어놓으라는 훈령을 보내왔다. 같은 해 이은은 연합군 최고사령부 정치 고문 윌리엄 시볼드와 면담을 하여 자신의 국적에 대한 유권 해석을 요청하였다. 이은은 시볼드에게 대한민국 내의 재산은 대한민국 정부에 기증하고, 일본 내의 재산은 생계를 위해 소유권을 행사하고 싶은데 법적으로 가능한지를 질문하였으며, 미국에 체류하거나 영주권을 얻어 차남 이구를 미국에서 교육시키고 싶다는 뜻을 밝혔다. 또한, 이은은 대한민국에서의 정치적 목적을 위해 이용되고 싶지 않다고 말하였다. 시볼드는 면담 내용을 10월 12일에 미국 국무부에 보고하였다. 시볼드는 영친왕은 결혼을 통해 일본 황실의 일원이 되었으므로 영친왕은 일본인이라고 해석하였으나 일본 정부로부터도 일본 국적을 인정받지 못해 사실상 무국적이 되었다.
이은은 1950년 2월에 일본을 방문한 대통령 이승만과 만나 다시 귀국 의사를 전했지만 이승만은 냉담한 반응을 보였다. 면담 당시에 주일 대사였던 신흥우는 이승만이 평소 양녕대군의 후손이라고 하면서 종손인 이은에게 냉정했던 이유는 이은의 귀국이 자신에게 불리하다고 판단하였기 때문이라고 말하였다.
1950년 8월 3일에 차남 이구가 미국으로 유학을 떠났는데 이구가 유학을 가기 위해서 여권 발급을 대한민국 정부에 요청하였지만 발급이 이루어지지 않아 일본 정부가 발급한 임시 여권을 사용하였다. 이승만은 그에게 "이구 더러 미국에 가거든 절대 프린스 행세를 하지 말라고 하라."는 답만 내렸다.
연합군 최고사령부는 이은에게 호의를 보여 사령관 더글러스 맥아더가 부관을 보내 위문하고 생활 물자를 보내주기도 하였다. 한국 전쟁이 발발하자 이은은 유엔군을 위해서 《A First Book of Korean》이라는 한국어 교본을 학습원 교수 블라이드와 공동으로 저술하였다. 마사코의 증언에 따르면 한국 전쟁 당시에 맥아더는 한국인 출신 군 전략가가 없었기 때문에 일본 육군사관학교 출신인 이은을 군 요직에 배치해 실제 전쟁에 투입하려 했지만 이승만 정부 측에서 일축하는 바람에 참전은 이뤄지지 않았다고 한다. 주일 공사 김용주의 부탁에 따라 재일교포를 대상으로 한 의용군 모집과 구호 물자 수집에 힘썼으며, 일본으로 밀항하여 온 대한민국 학생들이 학업을 계속할 수 있도록 도왔다. 이은은 도쿄 저택을 대한민국 정부에 매각하려 하였지만 헐값에 구입하겠다는 의사를 밝혔던 대한민국 정부가 더 이상 반응을 보이지 않자 1952년에 이은의 도쿄 저택은 세이부(西武) 그룹의 창업자 쓰쓰미 야스지로에게 매각되어 1955년에 그랜드 프린스 호텔 아카사카로 개업하였다.
한편 대한민국 국내외가 한국 전쟁으로 정신이 없는 틈을 타서 이유립이 영친왕을 옹립하는 왕정복고를 계획하다 발각돼 무산되는 일도 있었다.

### 환국과 사망

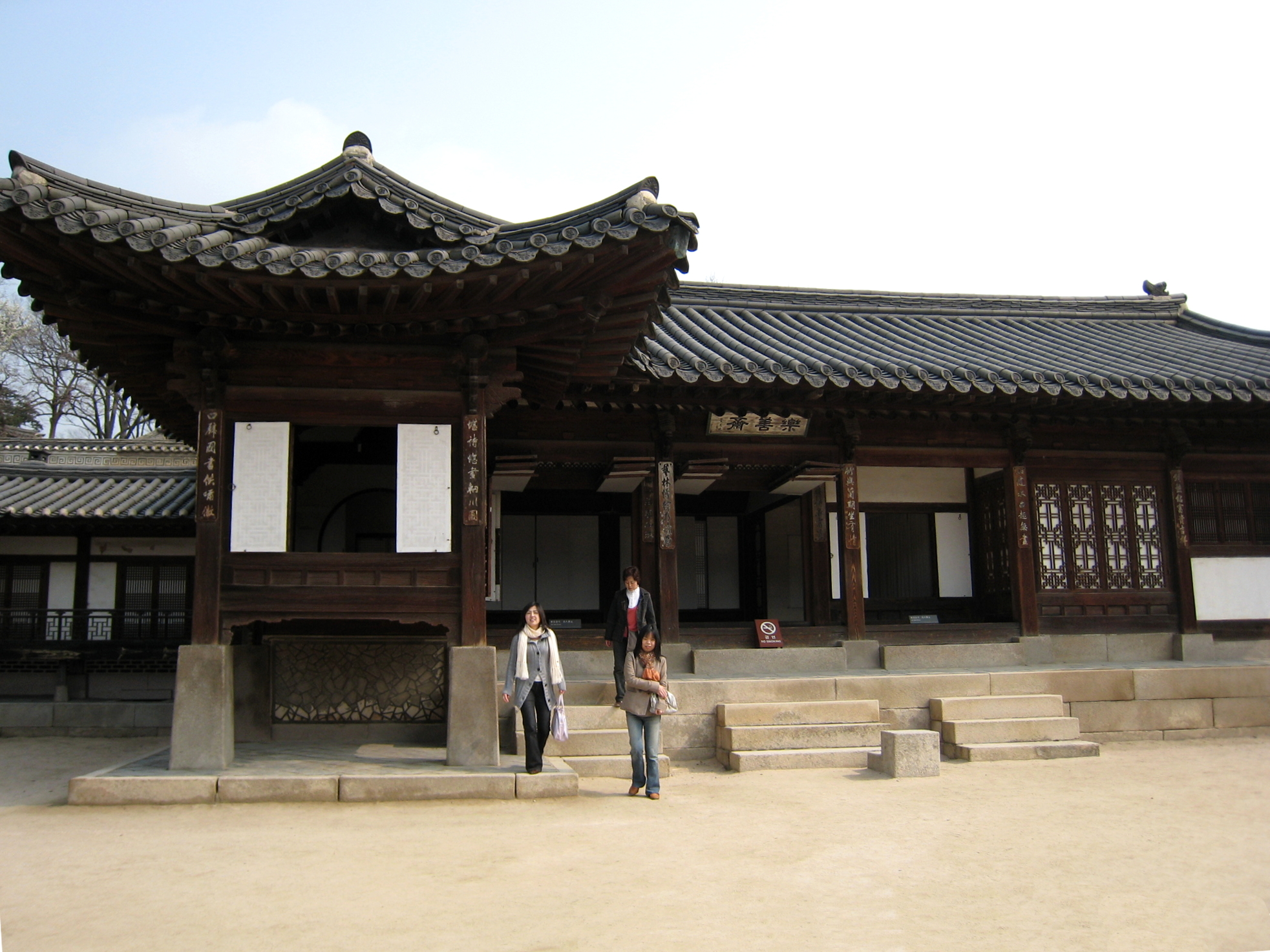
창덕궁 낙선재

1954년에 대한민국에서 〈구황실재산처리법〉이 제정되어 대한제국 황실의 재산을 모두 국유화하는 대신 황족의 직계와 배우자에게 매월 생활비가 지급되도록 하였지만 이은은 제외되었다. 1957년에 이구가 매사추세츠 공과대학교를 졸업하게 되자 이은과 이방자는 미국을 방문하였다. 이 때에도 대한민국 정부에 여권 발급을 요청하였지만 발급이 이루어지지 않아 결국 일본 여권을 사용하였다. 미국 뉴욕에서 체류하던 1959년 3월 16일에 이은은 고혈압에 의한 뇌일혈로 쓰러졌다. 왼발을 조금 저는 정도로 회복되자 같은 해 5월 17일에 일본으로 돌아갔다. 그 해 10월 25일에 미국 뉴욕에서 이구와 우크라이나계 미국인 줄리아 멀록이 결혼식을 올렸다. 1960년에 미국에 가기 위해서 다시 여권 발급을 대한민국 정부에 요청하였지만 성사되지 않아 결국 일본으로 귀화하였다.
대한민국에서 4·19 혁명으로 제2공화국이 출범하자 국무총리 장면은 이은에게 주영 대사직을 제안하였지만 이은은 건강상 이유로 거절하였다. 이은이라는 상징적 인물을 통해서 민주당 정권의 불안한 입지를 확고히 다지겠다는 정치적 판단도 있었다. 새로운 대한민국 정부는 이은의 귀국에 호의적이었으며, 이은도 환국하겠다는 의사를 전달하였다. 1961년 5월에 이은은 이구가 머물고 있는 미국 하와이주를 방문한 후에 일본으로 돌아왔는데 병이 재발하여 중태에 빠져 성 누가 병원에 입원하였다. 5.16 군사 정변으로 집권한 국가재건최고회의 의장 박정희는 이은의 치료비와 생활비를 지원하였다. 1963년 5월에 상태가 악화되어 아카사카의 산노(山王) 병원에 입원하였다.
1963년 11월 22일에 이은은 혼수상태인 채 대한민국으로 환국하여 곧장 성모 병원에 입원하였다. 일본과 대한민국에서 가톨릭계 병원에 입원한 이유는 병상에 있던 1961년에 도쿄에서 가톨릭 신부의 권유로 영세를 받았기 때문이었다. 이은의 영세명은 요셉이었다. 1963년 3월 22일에 이은이 제기한 국적취적신청에 대하여 서울지방법원에서 허가 결정이 내려져 대한민국 국적을 회복하였다. 1964년 2월에는 휠체어에 앉을 수 있을 정도로 회복하기도 하였지만 다시 상태가 악화되기를 반복하였다. 1970년 5월 1일 새벽 3시에 전신경련을 일으킨 채 의식을 잃었고, 오전 7시 30분에 성모 병원에서 창덕궁 낙선재로 옮겨져 오후 1시에 사망하였다. 사망 원인은 뇌혈전증이었다.

### 사후
이은의 장례는 황태자의 예우를 받으며 9일장으로 치러졌다. 1970년 5월 9일에 창덕궁 낙선재에서 가톨릭의 영결 미사와 불교의 독경 의식이 있었고, 영결식이 대조전에서 거행되었다. 장례에는 일본 황실 대표로 다카마쓰노미야 노부히토가 참석하여 분향하였다. 이은의 대여는 황실이 세운 진명여자고등학교와 양정고등학교의 학생 3백여명이 옹위하였다. 유해는 경기도 양주군 미금면 금곡리(현재 남양주시 금곡동)에 위치한 홍릉 동편에 안장되었으며, 원호는 영원(英園)으로 결정되었다. 시호는 의민(懿愍), 존호는 문인무장지효명휘(文仁武莊至孝明暉), 정식 시호는 문인무장지효명휘의민황태자(文仁武莊至孝明暉懿愍皇太子)이나 전주이씨대동종약원이 결정한 사시(私諡)이다. 1973년 5월 6일에 이은의 신위(神位)를 종묘로 옮기는 부묘제(祔廟祭)가 거행되어 낙선재 혼전에 있던 신위가 종묘 영녕전 제16실로 옮겨졌다.

## 평가

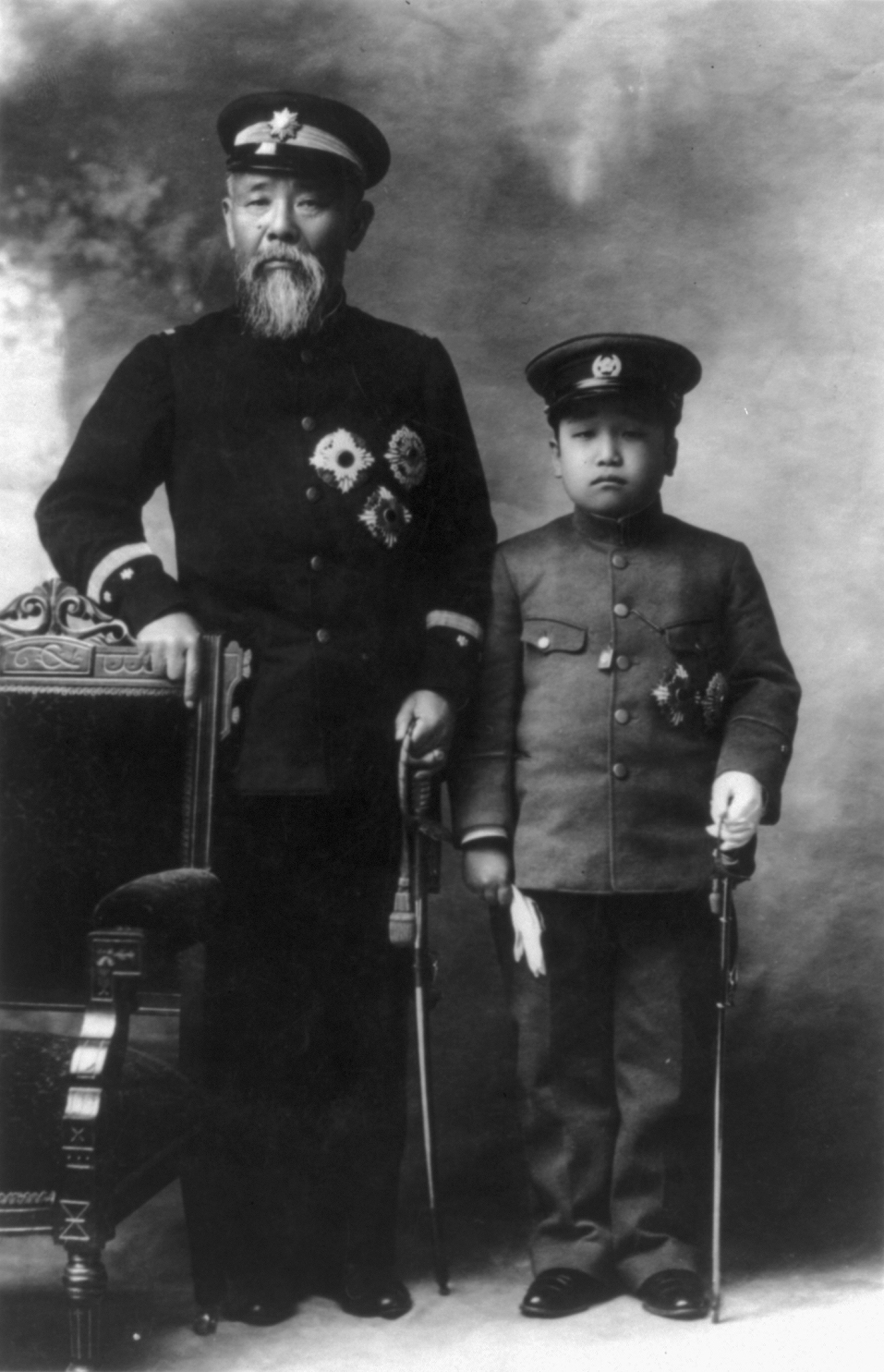
이은과 이토 히로부미

이은이 대한제국의 황태자였음에도 일본 제국 육군에 복무하였고, 일본 황족과 결혼하였으며, 일본 황족에 준하는 대우를 받았다는 것에 대해서 친일 논란이 있다. 남조선과도입법의원에서 〈반민족행위처벌법〉을 토의할 때 의열단 출신 입법의원 박건웅이 “동경의 이왕은 민족 반역자인데 왜 자살하지 않았는가”라고 말해 파문을 일으키기도 하였다. 2009년에 《친일인명사전》을 발간한 민족문제연구소는 사실상 볼모의 처지였다는 사실을 감안하여 인명사전 명단에서 제외하였다. 민족문제연구소는 “왕공족을 포함시킬 것인가의 여부에 대해서는 편찬위원회에서도 상당한 논란이 있었다. 논의 끝에 왕공족의 책임이 결코 가볍지 않지만 친일보다는 망국에 대한 정치적·도의적 책임을 묻는 것이 타당하다는 결론에 도달하였다. 다만 기준에 부합하는 구체적인 친일 행위가 있는 경우에는 수록대상자로 선정하기로 정리되었다”고 해명하였다. 이와 더불어 “왕공족은 대한제국 황실을 예우하기 위해 일본 정부가 고안한 일본 황족과 일본 화족, 조선 귀족 사이의 특수한 지위로 협력에 대한 대가였다고 보기에는 무리가 있다.”면서 “공족 중 이재면과 이준용, 이재곤, 이해승, 이재극 등 구체적인 매국행위를 일삼은 인사들은 친일 행적으로 사전에 수록되었으나 영친왕 이은과 이우는 사실상 볼모의 처지였음을 감안하여 제외하였다”고 밝혔다.
일본 육군사관학교 56기로 일본군 대위로 복무하다 귀국하여 대한민국 국군 창설을 주도한 이형근은 1945년 8월 15일에 이은의 저택을 찾아가 만났는데 이은은 이형근에게 “동포들에게 사과 한 마디 못해 늘 미안하게 생각해왔다. 역대 왕들의 실정에 대해 내가 언젠가는 사과하고, 국가에는 독립을 수호할 수 있는 강력한 군대가 필수불가결하다고 호소하고 싶다.”고 이야기를 하였다고 한다.
고려대학교 사학과 교수를 역임한 이홍직은 동경제국대학에 재학할 때 이은이 친용금의 일부를 내어 만든 장학회의 장학금을 받았었고, 장학금의 수혜를 받은 학생들로 구성된 이화회(李花會)를 조직하였다. 이은이 종묘 제사를 이유로 일시 귀국하였을 때 이홍직은 회원들과 함께 이은과 면담하였다. 당시 조선 총독 미나미 지로가 창씨개명과 일본어 상용 정책을 시행하던 때였고, 일본인 사무관이 옆에 시립하여 있는데도 이은이 정확한 발음의 한국어로 근황을 묻고 대화를 하여 주위를 놀라게 하였다. 이홍직은 자신의 억압된 울분이 그 날 이은의 태도로 풀렸으며, 이은도 민족의 얼을 간직하고 있었다고 평가하였다. 주일 공사를 역임한 김용주도 1949년에 경제사절단원으로 도쿄에 갔을 때 이은을 처음 만나 인품에 감탄하였으며, 평생을 일본에서 지내 한국어를 구사하지 못할 줄 알았는데 이은이 한국어를 능통하게 말하여서 탄복하였었다고 회고하였다.
서울신문의 기자로 활약한 김을한은 1971년에 《인간 이은》을 출판하면서 이은의 삶을 ‘끝없는 한, 마르지 않는 눈물’로 묘사하였다. 이 책의 초판 간행 당시에 시인이자 소설가 박종화는 〈영친왕을 위해 곡하다〉라는 시를 헌정하였고, 원나라의 볼모로 가서 노국대장공주와 정략결혼을 하였지만 고려로 돌아와 고토를 회복한 공민왕에 비유하며 이은이 조국 광복을 위해서 노력하지 않은 것에 대하여 안타까움을 표했다.

## 상훈
- 1907년 3월 11일 - 대한제국 훈일등 태극대수장[178]
- 1907년 5월 28일 - 대한제국 대훈위 이화대수장[179]
- 1907년 10월 17일 - 일본 제국 훈1등 욱일동화대수장[180]
- 1920년 4월 27일 - 일본 제국 대훈위 국화대수장[80]
- 1927년 9월 9일 - 프랑스 레지옹 도뇌르 훈장[181]
- 1927년 9월 30일 - 대영 제국 대십자 훈장[182][183]
- 1927년 10월 17일 - 벨기에 레오폴드 훈장[184]
- 1927년 10월 26일 - 네덜란드 사자 훈장[185]
- 1927년 11월 10일 - 덴마크 다네브로그 훈장[186]
- 1927년 11월 14일 - 노르웨이 성 올라브 훈장[187]
- 1942년 3월 20일 - 일본 제국 공3급 금치훈장[188]

## 가계
이은은 부인 이방자와의 사이에서 이진과 이구를 두었다. 장남 이진은 1921년에 일본 도쿄에서 태어나 1922년 4월에 이은 부부와 함께 귀국하였다가 5월에 덕수궁 석조전에서 사망하였다.

## 관련 작품
- 1970년에 이은의 일대기를 다룬 영화 《마지막 황태자 영친왕》이 제작되었다. 우진필름이 제작하고, 감독 정진우가 연출하였다.[190]
- 1990년 8월 16일부터 8월 17일까지 한국방송공사(KBS)에서 신봉승이 각본을 맡고, 김재형이 연출한 광복절 특집드라마 《왕조의 세월》이 방영되어 이은과 이방자의 일대기를 다루었다.[191]
- 2006년 11월 24일부터 11월 25일까지 일본 후지 TV에서 이방자를 중심으로 이은과의 결혼 생활을 다룬 특집 드라마 《무지개를 이은 왕비》(虹を架ける王妃)가 방영되었다.[192] 후지 TV는 일제강점기의 역사적 재현보다는 이은과 이방자의 정략 결혼과 연애담에 초점을 맞춰 드라마를 제작하였다.[193]

### 영화
- 2016년 영화 《덕혜옹주》 - 박수영 (아역: 김영춘)

## 같이 보기
| - 고종 - 순종 - 순헌황귀비 - 의친왕 - 민갑완 - 이방자 - 이진 - 이구 - 이토 히로부미 | - 나시모토노미야 모리마사 - 왕공족 - 일본 육군사관학교 - 일본 육군대학교 - 영원 - 숭인원 - 회인원 |

## 주해
1. ↑  ‘친왕’(親王)이라는 용어는 일본이 사용한 것이기 때문에 ‘영친왕’이 아니라 ‘영왕’(英王)이 올바른 호칭이라는 주장도 있지만 황제의 아들을 친왕으로 책봉하는 제도는 본래 중국에서 유래한 제도이다. 1897년에 대한제국을 선포하고 황제에 즉위한 고종도 자신의 아들을 모두 친왕으로 책봉하였다. 이은은 이에 따라 영친왕으로 책봉되었고, 궁내부 관제로 ‘영친왕부’도 설치되었다. 《고종실록》과 《순종실록》, 《매천야록》을 비롯한 당시 작성된 서적에서도 영친왕으로 표기하였음을 확인할 수 있다.[6][7]
2. ↑  책봉을 받는 사람에게 공덕을 칭송하는 내용을 담고 있는 일종의 임명장인 책문(冊文)과 인장이 내려졌다. 책문과 인장은 책봉을 받는 사람의 지위에 따라 재질을 달리 하였다. 일반적으로 황제와 황후는 금책과 금보, 왕과 왕비는 옥책과 금보, 왕세자와 왕세자빈 등은 죽책과 금·은·옥인을 사용하였다. 존호를 올릴 때 왕과 왕비에게 옥책과 옥보를 올리고, 승하 후에는 옥책과 금보를 올렸다. 그러나 이 원칙이 엄격히 지켜지지는 않았다.[14] 조선이 대한제국으로 변모하면서 제도와 문물이 황제국의 위상에 맞게 격상되어 황제에게 금·옥책과 금·옥보, 황태자에게 금책과 금보, 친왕에게는 금책과 금인을 사용하였다.[15]
3. ↑  대한민국 정부 수립 이후 제정된 법률 제16호 대한민국 국적법(1948년 12월 20일 시행)은 외국인과 혼인하여 그 배우자의 국적을 취득한 자는 국적을 상실한다고 규정하고 있다.

## 참고 문헌
| - 《고종실록》 - 《순종실록》 - 《순종실록 부록》 - 《매천야록》 - 《독립신문》 - 《매일신보》 - 《경향신문》 - 《동아일보》 - 《문화일보》 - 《수원일보》 - 《연합뉴스》 - 《조선일보》 - 《주간동아》 - 《뉴시스》 | - 《시사인》 - 《관보》, 일본 대장성 인쇄국 - 《李王同妃兩殿下御渡歐日誌》, 李王職 編(1928), 李王職. - 《근대 일본의 천황제》, 스즈키 마사유키(1998), 이산, ISBN 8987608050 - 〈조선왕실 자손들과 그 대한민국 국적〉, 《서울국제법연구 6》, 坂元眞一(1999). - 《東京の近代建築》, 後藤治·三船康道(2000), 地人書館. - 《한말 한일병합론 연구》, 한명근(2002), 국학자료원. - 《皇室の邸宅》, 鈴木博之(2006), JTBパブリッシング. - 《제국의 후예들》, 정범준(2006), 황소자리, ISBN 8991508189 - 《한국 근현대사를 수놓은 인물들1》, 오영섭(2007), 경인문화사, ISBN 8949904780 - 《조선의 마지막 황태자 영친왕》, 김을한(2010년), 페이퍼로드. ISBN 8992920458 - 《황태자의 동경 인질살이》, 송우혜(2010), 푸른역사, ISBN 8994079416 - 《역사비평》 91호, 2010년 여름호. - 《한국기업성장 100년史》, 박상하(2013), 경영자료사. ISBN 8988922654 |